# Miguel Tobón
Miguel Tobón (Medellín, 22 de junio de 1968) es un extenista profesional de Colombia.  
Nació Colombia, pero completó su educación en los Estados nididos. Su hermano Onar Tobón es entrenador de tenis en Medellín. Fue elegido para servir por segunda vez al equipo colombiano de la Copa Davis por la Federación Colombiana de Tenis.

## Carrera
Tobon fue semifinalista en el Abierto Bancolombia en 1994. El colombiano lo hizo mejor el año siguiente, derrotando a tres de los 100 mejores jugadores, Javier Frana, Karim Alami y Fernando Meligeni, en camino a la final. Ganó el primer set de la final, contra Nicolas Lapentti, pero perdió el partido.
De 1987 a 2001, Tobon participó en un récord de 23 lazos para el equipo de Colombia Copa Davis. Jugó en 50 partidos, de los cuales ganó 24. Sus 12 victorias de dobles es un récord nacional, compartido con Mauricio Hadad.

#### Problemas Legales
Como entrenador en 2019 es suspendido luego de comprobarse su participación en negociaciones ilegales de invitaciones "wild card" para torneos challenger dentro de Colombia durante el año 2017. Fue encontrado culpable de negociar para vender las denominadas "wild cards" para torneos individuales y dobles a seis jugadores.